# 独脚鬼
独脚鬼（どっきゃくき）または独足鬼（どくそくき）は、中国の一本足の山の神。

## 中国
身体的特徴や生息地などの共通点から中国南部の少数民族の伝承にある精霊「山魈（さんしょう）」に由来するとされる。
六朝以前の原初的な独脚鬼と六朝以降の多様化した独脚鬼に分類でき、前者はさらに「山民信仰による山の神」と「農民信仰による田の神」に分類される。
山に鎮座して山を荒らすものに災いをもたらす一方で、時折田に下りて農作物に恵みをもたらすという去来性を有している。
六朝以降は単なる山の神に止まらず、富をもたらす財神や女性を襲う好色な化け物として描写されるようになる。これについては漢民族の南下による少数民族の信仰への影響、また山民の生活圏の移動とそれに伴う生業の変化が理由として考えられる。
最大の特徴である一本足の由来については定かではないが、中国神話の「夔（キ）」や「独脚五通」の異名を持つ中国南部の「五通神」など別の一本足の神・妖怪の影響があるとされる。他にも樹木や足の不自由な者（兎歩）を模したとする説や、「男性器崇拝」説などがある。
日本の一本足妖怪との共通点も多く、そのルーツであるという主張もある。ただし、似ている事のみを論拠としており、学術的な立論ではないとの指摘もある。

## 朝鮮
朝鮮の独脚鬼は名前が同じだけでその伝承が異なる。菅笠を被って蓑を着て、小雨の日に笠下の目を白黒させながら一本脚でぴょんぴょん跳ね回る。特定体質の人に病気を誘発するが、独脚鬼と離れるとすぐ治る。ひどい悪臭がする。名刺や表札など人の名前が書かれたことを恐れる。辛敦復の 『鶴山閑言』では、ソウルの宗廟の近くで目撃されたとある。『鶴山閑言』と李圭景の『五洲衍文長箋散稿』では、いずれもこの独脚鬼を上述した中国の山魈と比較している:131。
利益の『星湖僿說』や1933年の『東亜日報』の記事では「トッケビ」の仮借字として「独脚鬼」が使われた。